# サイレントドラゴン
『サイレントドラゴン』 (Silent Dragon) は、タイトーから1992年にリリースされたアーケードゲーム。ジャンルはアクションゲームである。
8方向レバー、3ボタン（攻撃、ジャンプ、トリック）でプレイヤーを操作する。全5ステージで、ライフ＋タイマー制。
本作は、世界征服を狙う悪の組織に恋人のキャサリンをさらわれた男・ジョーが助けに行くという物語である。

## キャラクター
プレイヤーは4人のうち、1人を選択する。最大3人協力プレイも可能。
- ジョー (JOE) - ボクサー[1]。
- リー (LEE) - カンフーの使い手で、ジョーとはライバル関係にある[1]。ステージ1にボスとして登場するAnimal Cupidは彼の弟にあたる[1]。
- カトー (KATOH) - ニンジャ[1]。登場人物の中で唯一、他の人物とは接点がない[1]。
- ソニー (SONNY) - コマンドーで、キャサリンの兄にあたる[1]。

## ステージ紹介
- ステージ1：終日を迎える港町
- ステージ2：美しく飾られた店内
- ステージ3：猛スピードで走る輸送トラック
- ステージ4：敵基地までの険しい道のり
- ステージ5：バイオ基地内進入

## 評価
前田尋之の公式サイト「電脳世界のひみつ基地」においてライターの稲波は、本作が笑えるほどに『ファイナルファイト』や『ダブルドラゴン』、『北斗の拳』などを露骨にまねしていると述べ、いいとこどりをしようとした結果中途半端に終わってしまったと指摘している。
稲波は本作の出来が悪いとしつつも、稼働当時のおおらかさな雰囲気を知る分にはよいかもしれないと締めくくっている。